# Vít Fučík
Vít Fučík, zvaný Kudlička (3. června 1733 Vitějovice – 29. listopadu 1804 samota Klůs u Strpí) byl truhlář, řezbář a legendární aviatik.

## Život
Pocházel z rodu, který původně vlastnil mlýn v Hracholuskách u Vitějovic. Narodil se ve Vitějovicích – byl prvním ze šesti dětí Jana Fučíka a jeho manželky Mariany, rozené Koptové, kteří si ve Vitějovicích pronajali dům. Oženil se v Chelčicích 21. ledna 1759 a stal se hajným v Újezdu u Vodňan. V květnu 1765 koupil dominikální chalupu v osadě Klůs, později Strpí čp. 13. Byl vyhledávaným truhlářem. V roce 1804 umřel na souchotiny a byl pochován na hřbitově v Bílé Hůrce.

## Letecké pokusy
Vít Fučík dělal letecké pokusy, při kterých si připínal vlastnoručně udělaná křídla. Dostupná literatura udává, že ze své chalupy v Klůsu uskutečnil v letech 1760–1770 čtyři lety do Vodňan a jeden do Selibova.

## Připomenutí Víta Fučíka v literatuře
Postavu a životní osudy Víta Fučíka, včetně jeho leteckých pokusů, připomněl Ladislav Stehlík ve svém díle Země zamyšlená. Příběh tohoto aviatika z 18. století je zmiňován i v románu Jiřího Hajíčka Dešťová hůl.

## Naučná stezka Víta Fučíka – Kudličky
V okolí Číčenic je 13 km dlouhá naučná stezka Víta Fučíka – Kudličky, která má 6 zastavení.